# Palau de les Teuleries
El Palau de les Teuleries (en francès, palais des Tuileries) va ser un palau situat a París, a França, l'un dels més importants de la monarquia francesa. Va ser manat construir per Caterina de Mèdici l'any 1564 i fou destruït en un incendi el 1871. El nom té l'origen en les teuleries (tallers de fabricació de teules) que hi havia antigament i que van ser enderrocades per a constuir el palau. Tot i que el Palau va ser destruït, el jardí del seu recinte, el Jardí de les Teuleries, encara es conserva avui dia i es troba lliurement obert al públic.

## Història
El palau va ser construït per ser la residència dels monarques francesos a París. Es va construir sota ordres de Caterina de Mèdici (esposa d'Enric II) que va manar la construcció del palau i dels jardins. Aquest últim és l'única part del palau que ha sobreviscut fins avui, ja que l'edifici va ser destruït en els fets de la Comuna de París (1871), després de la caiguda del Segon Imperi.

## L'Antic Règim

### Caterina de Mèdici
Després de la mort d'Enric II el 1559, la seva esposa, la reina Caterina de Mèdici, va demanar als arquitectes Philibert Delorme i Jean Bullant edificar un palau a continuació del Palau del Louvre. Aquest palau es presentava sota la forma d'un pavelló central (el Pavelló del Rellotge) rematat per una cúpula i per dues ales més, l'ala sud i l'ala nord, que finalment no va ser completada. De fet, Caterina de Mèdici, molt supersticiosa, finalment es va negar a viure a les Teuleries i va anar a viure a l'Hôtel de Soissons, actual Borsa de Comerç, que va ser construïda apressadament l'any 1574.

### El Gran Projecte
El rei Enric IV de França va decidir unir el Louvre amb el de les Teuleries, creant dues noves galeries, una pel sud que bordejava el Sena i l'altra pel nord. La Gran Galeria (que avui dia continua existint) va ser construïda entre el 1607 i el 1610 per Jacques-Androuet. Al mateix temps, el palau es va estendre cap al sud amb una nova ala, per connectar-lo amb la galeria sud. Les Teuleries, llavors, va esdevenir la residència reial fins a la sortida de la Cort cap a Versalles durant el regnat de Lluís XIV.

## Revolució Francesa i Consolat
Durant el període revolucionari, la família reial va intentar fugir de França, exactament el 20 de juny de 1791, però va ser detinguda a Varennes i fou obligada a tornar a París. Se li va prohibir d'instal·lar-se de nou a Versalles, per la qual cosa van haver de tancar-se al Palau de les Teuleries. Durant aquests anys es van destruir les dues ales que connectaven el Louvre amb les Teuleries.
L'Assemblea Nacional Constituent va acordar que el rei podria ser restaurat al poder si acceptava la constitució però diverses faccions de París com els Cordeliers i els jacobins no estaven d'acord, i això va provocar una protesta al Camp de Mart; la protesta es va tornar violenta, resultant en la Massacre del Camp de Mart el 17 de juliol. El 10 d'agost del 1792 els revolucionaris van assaltar el palau, obligant el monarca a refugiar-se a l'Assemblea Legislativa, on seria empresonat mentre es convocaven eleccions per a la formació d'un nou règim. El 10 de maig del 1793, la Convenció Nacional es va instal·lar a les Teuleries. El palau va rebre llavors el nom de Palau Nacional. El 19 de febrer del 1800, Napoleó Bonaparte, llavors primer cònsol, es va instal·lar en el Palau de les Teuleries, on ocupava l'antic apartament del rei.

## Primer Imperi

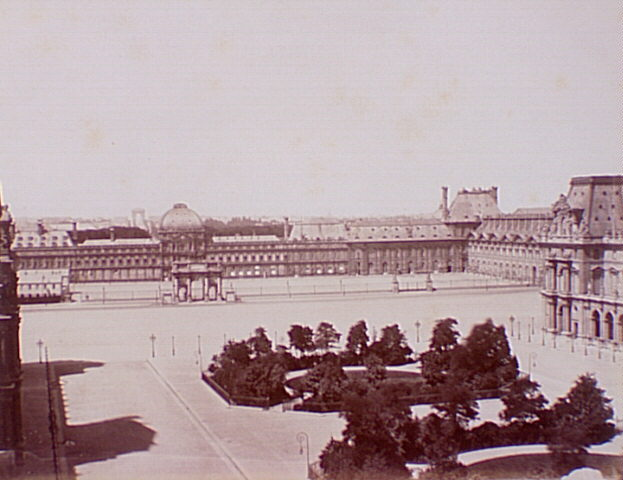
Vista des del pati del Louvre. La piràmide de vidre de Pei es troba en la zona dels arbres.

Des de la proclamació de Napoléo I, les Teuleries es converteixen en la residència imperial. Napoleó va ordenar decorar el palau en l'estil neoclàssic. Per a la suite nupcial de l'emperadriu Maria Lluïsa, Pierre Paul Prudhon va dissenyar tots els mobles i les decoracions interiors en un estil renaixentista grec.
El 28 de novembre del 1804, el papa Pius VII va arribar al palau, on va residir fins al 4 d'abril del 1805.
Sota Lluís XVIII el palau va conservar la seva funció de residència reial, ja que el preferia al palau de Versalles. El 12 de juliol del 1830, després de la revolució provocada per Les Quatre Ordenances, Carles X va haver d'abandonar les Teuleries per anar-se'n a l'exili. Lluís Felip I de França, el seu successor, va preferir residir en el Palau Reial, i llavors les sales de les Teuleries van quedar deshabitades.

## Segon Imperi

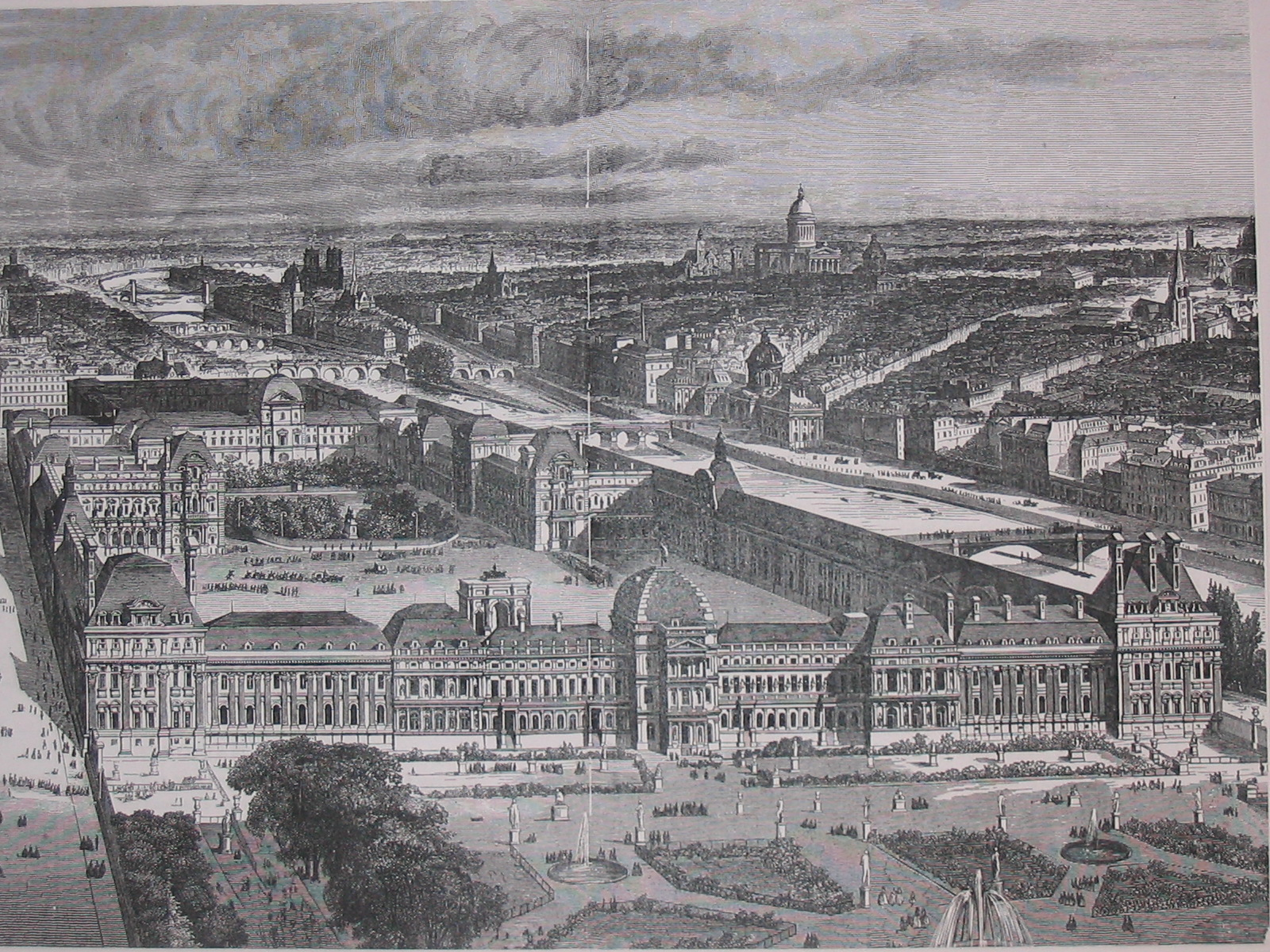
Gravat del palau el 1857.

Amb el Segon Imperi les Teuleries tornen a ser la residència imperial. Es va encarregar a l'arquitecte Visconti la remodelació el palau, tot demolint les cases de la plaça del Carrusel.
El 29 de gener del 1853, les Teuleries són l'escenari del matrimoni civil de Napoleó III amb Eugènia de Montijo. Napoleó III va acabar el "gran projecte" i va fer reunir el Louvre a les Teuleries, per la qual cosa el palau s'uní al Palau del Louvre, amb el qual formava una sola unitat.

## Comuna, incendi i destrucció

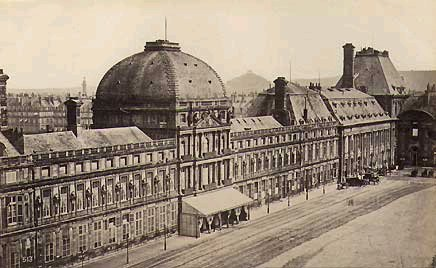
El Palau des Teuleries abans del 1871

Caigut el Segon Imperi, la Comuna va fer de les Teuleries el teatre de festes i de concerts revolucionaris. El 18 de maig del 1871 s'hi van celebrar tres concerts consecutius que van atreure una munió immensa, molesta pels sorolls. Aquests concerts eren, en el pensament dels organitzadors, el preludi de l'incendi del palau. El cap federat Bergeret va declarar: "Quan deixi les Teuleries, les Teuleries seran cendres".

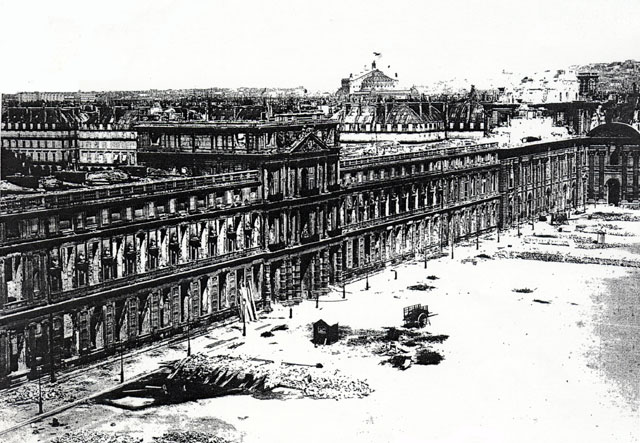
El palau després de l'incendi

El 22 i el 23 de maig els comuners prepararen l'incendi. Finalment, el 23 de maig a les 7 de la tarda, dotze homes van calar foc al palau. Poc abans de les 9 del vespre el rellotge de les Teuleries es va aturar sota l'efecte del foc; cap a les 11 de la nit una explosió va sacsejar el Pavelló del Rellotge, tot provocant l'enfonsament de la cúpula central. A més d'incendiar el Palau de les Teuleries, els revoltats també van intentar incendiar el Louvre, però afortunadament el museu no es va veure afectat, només les zones més properes al Palau de les Teuleries. També per sort es van salvar els mobles i tota la decoració de les Teuleries, car tement l'assalt de l'exèrcit alemany després de la capitulació de Napoleó III a Sedan (Ardenes), el palau havia estat buidat poc temps abans.
Les ruïnes van restar en peu durant onze anys. En un principi s'havia pensat a reconstruir-lo, però es va donar prioritat a la reconstrucció d'edificis com ara l'ajuntament de París, el Palau Reial, les zones afectades pel foc del palau del Louvre i d'altres edificis que també varen ser destruïts per la Comuna. Al final, el govern de la III República va decidir derruir les restes del Palau.

## Jardí de les Teuleries
Després de la demolició del Palau, l'Ajuntament de París va decidir obrir el jardí al públic. L'actual jardí ocupa una extensió de 25 hectàrees i és un dels parcs urbans més grans i preferits de París. Aquest parc tanca l'eix dels Camps Elisis, que transcorre des de l'Arc de Triomf de l'Étoile fins a l'Arc de Triomf del Carrousel, i darrerament encara des de més lluny, d'ençà de la construcció del Gran Arc de La Défense.